# Kekou
Kekou (ou Kek) est le concept divin dans l'Ogdoade hermopolitaine incarnant les ténèbres avant la création. Il est ainsi connu comme « celui qui apporte la lumière du jour ». C'est le dieu de la nuit qui précède la première aube.
Il a comme parèdre la déesse Kekout (ou Keket) ; comme tous les membres masculins de l'Ogdoade, Kekou est représenté en homme à tête de grenouille.
Le Dr. Brugsch compare le couple « Kekou et Kekout » au dieu grec Érèbe.